# 大阪信愛学院短期大学
大阪信愛学院短期大学（おおさかしんあいがくいんたんきだいがく、英語: Osaka Shin-ai College）は、大阪府大阪市城東区に本部を置いていた私立短期大学。1884年に西洋女子技芸学校として創立、1959年に短期大学として設置され、2024年に廃止された。大学の略称は信愛（しんあい）または信短（しんたん）。

## 概観

### 大学全体
- 学校法人大阪信愛女学院により運営されている日本の私立短期大学で、1959年に大阪信愛女子短期大学として開学した[1][2]。
- キャンパスは大阪府大阪市城東区及び鶴見区にある。カトリックのショファイユの幼きイエズス修道会により1884年に創立された信愛女学校が起源となっており、以来その創設者のシスター・マリー・ジュスティヌの教えに基づいた教育が行われている[3]。
- 国道479号（大阪内環状線）を隔てて、西側に城東キャンパス（子ども教育学科）が東側に鶴見キャンパス（看護学科）がある。
- 令和3年4月入学の学生が最後の入学生となった[注 2]

### 建学の精神（校訓・理念・学是）
- 大阪信愛学院短期大学の建学の精神は「ひとつの心、ひとつの魂」となっている[4]。

### 教育および研究
- 大阪信愛学院短期大学は、カトリック精神に基づいた教育が母体となっていることから、「キリスト教と人間」・「現代とキリスト教」といった宗教科目が必須となっている。

### 学風および特色
- 大阪信愛学院短期大学はカトリック系の短大であることから、「みことばの祭儀」や「クリスマスの集い（ミサ）」などの行事が行なわれているのが特徴である。
- 小規模校であるため、学生相互そして学生と教職員の交流があり距離感が近い。
- かつては制服が定められていた[5]が廃止された。

## 沿革
- 1859年 学院の設立母体となるショファイユの幼きイエズス修道会がフランスでレーヌ・アンティエ（英語版）により創立[6]。
- 1877年 ベルナール・プティジャン司教の招聘によって4名の修道女が来日[4]
- 1884年 大阪外国人居留地（現：大阪市西区川口町）にて西洋女子技芸学校が開設　創設者:マリー・ジュスティヌ[7]
- 1908年 大阪信愛高等女学校が開設される[7]。
- 1932年 城東区古市に校舎を移転する[7]。
- 1956年 大阪信愛女学院幼稚園教員養成所が開設される[7]。
- 1959年
  - 1月20日 左記をもって学校法人大阪信愛女学院[8]による短期大学の設置が文部省[注 3]より認可される[9][10][11]。
  - 4月1日 左記をもって大阪信愛女子短期大学（おおさかしんあいじょしたんきだいがく）が以下の学科体制で開学[12]。
    - 保育科：学生数 女31[13]/入学定員40名[12]
- 1961年
  - 4月1日 左記をもって大阪信愛女学院短期大学と校名変更される[14]。同時に以下の通り学科が増設される[15]
    - 家政科 学生数 女18[16]/入学定員40名
- 1968年
  - 4月1日 左記をもって入学定員を以下の通り執り行われる[17]。
    - 保育科 40→100[18]
    - 家政科 40→100[18]
- 1970年
  - 4月1日 左記をもって学科の名称変更を以下の通り行われる[19]。
    - 保育科→初等教育学科[注 4][注 5]
    - 家政科→家政学科
- 1988年
  - 4月1日 左記をもって家政学科を生活文化学科に改称。入学定員は100名[20][注 6]
- 2001年
  - 4月1日 左記をもって生活文化学科を人間環境学科に名称変更する[23]。鶴見区に新しいキャンパスが開校。初等教育学科に保育士資格取得課程が設置。
- 2006年
  - 4月1日 左記を以て入学定員を以下の通り変更する[24]。
    - 人間環境学科 100→70
    - 初等教育学科 100→130
- 2009年
  - 4月1日 左記を以て人間環境学科に替えて、看護学科を設置[25]。
- 2010年
  - 3月31日 左記を以て人間環境学科、正式廃止[26]。
- 2012年
  - 4月1日 左記を以て初等教育学科を子ども教育学科に名称変更[27]。
- 2015年 短期大学基準協会による第三者評価において「適格」であるとの認証を受ける
- 2018年
  - 4月1日 左記を以て大阪信愛学院短期大学に名称変更
- 2021年
  - 4月1日 短期大学としての入学生が最後となる[注 7]。
- 2022年　
  - 3月 大学・短期大学基準協会による第三者評価において「適格」であるとの認証を受ける
- 2024年
  - 3月31日 閉学[29]
  - 10月31日 文部科学省より廃止認可[30]。

## 基礎データ

### 所在地
- 城東キャンパス（大阪府大阪市城東区古市二丁目7番30号）
- 鶴見キャンパス（大阪府大阪市鶴見区鶴見六丁目2番28号）

### 象徴
- カレッジエンブレムは、学院章に準じ、中央部分にハートマークがありその上部にはカトリックを意味する十字架が描かれており、偶然にヘルプマークを連想させるデザインとなっている[4]。

## 組織

### 子ども教育学科
- 入学定員120名
- 保育士資格と幼稚園教諭二種免許状に加えて、希望者は小学校教諭二種免許状も併せて取得できる。希望すれば他に、こども音楽療育士資格、園芸療療法士資格、ピアヘルパー受験資格、幼稚園・保育園のためのリトミック指導資格2級、社会福祉主事任用資格、児童厚生員任用資格、児童指導員任用資格も取得できる。
- 1959年に保育科をもって短期大学の設置が認可されると同時に幼稚園教諭二級免許状[31][32]の課程設置が認められる。

### 看護学科
- 入学定員80名
- 看護師国家試験受験資格が与えられる。また希望により、園芸療法士資格、ピアヘルパー受験資格、社会福祉主事任用資格も取得できる。

### 人間環境学科[注 1]
- 2010年に廃止された人間環境学科[注 1]には「バイオ」・「人間心理」・「食物福祉」・「情報ビジネス」の各コースがあり、各コースとも教職課程として中学校教諭二種免許状（家庭）の取得が可能であった[33][34]。
- 1962年、前年に増設された家政科にて中学校教諭二級免許状（家庭）の課程が認可される[35]。入学定員70名[注 8]

### 附属機関[注 9]

#### 大阪信愛学院図書館[注 9]
- 絵本・紙芝居・児童書・一般小説類・キリスト教図書・専門書・CD・ビデオ・DVD等を含めて、所蔵資料はおよそ20万冊。

#### 大阪信愛学院短期大学児童教育研究所[注 9]
- 保育・教育研究会・講演会・セミナー・交流会の開催、保育・教育・療育相談、報告書の発行などを行っている。

#### 大阪信愛生命環境総合研究所
- 生命と環境に関わる総合的な研究や啓発活動を行っている。論文集「人と環境」を発行する。

### 研究
- 大阪信愛女子短期大学研究紀要が発行される[37]
- 大阪信愛女学院短期大学研究紀要が発行される[38]
- 大阪信愛女学院短期大学学生による研究[39][40][41]

## 学生生活[注 9]

### グループ担任制[注 9]
- 学生生活を円滑におくり充実向上させるためにグループ担任制をとっている。担任はアカデミックアドバイザーとして学業面のサポートを行い、就職部と連携して、進路面での指導を行う。

### 学生相談[注 9]
- 学生部に学生相談室を設けている。学生生活で生じた様々な悩みや不安、学生自身で解決できない諸問題について、学生部が初期の窓口となる。

### オフィスアワ[注 9]ー
- 設定された時間帯に教員が学生の相談に応じるオフィスワーを設けている。

### 学生会[注 9]
- 学生会は学生が相互の理解を深め、学生生活をより有意義にすることを目的に、全学生をもって構成されている。企画実行機関として、学生会役員会と各学科で学生委員会を設置する。学生委員会は各グループで選出された代表・副代表の学生で構成される。

### OSAC[注 9]
- OSACとはOsaka Shin-Ai Committee（大阪信愛委員会）のことで、各グループの代表・副代表で構成される学生委員会のメンバーがOSACに所属する。OSACはカトリック精神に基づいた大阪信愛学院の建学の精神を具現化するための組織であり、愛と奉仕の精神でキリスト教的行事・募金・福祉活動などを行う。

### 健康保健センター[注 9]
- 健康保健センターは学生ならびに教職員の健康の保持・増進を目的とする。外傷や体調不調などの応急処置、および専門医への手配を行う。

### 部活動・クラブ活動・サークル活動[注 9]
- 大阪信愛学院短期大学では部・クラブ等への所属は任意であるが、積極的に活動をする学生も少なくない。ボランティア活動が盛んに行われている。「合唱部」や「幼児歌遊び研究会」などは学外でも活動の場を広げている。

### 小さき花の会
- 小さき花の会は、カトリックの信仰に基づいた交わりや活動を通して互いに成長し、その喜びを周囲に分かち合うことを目的とする。カトリックの教えを信じ、洗礼を受けている者は全て会員となる。キリストの教えに関心を寄せる学生も自由に参加することができる。

### フレッシュマンキャンプ[注 9]
- 新入生のために学外で一泊二日、寝食を共にして行われる研修会である。建学の精神を学び、学風に親しみ、教職員と学生相互の理解を深め合う。

### OSACの集い[注 9]
- OSACに所属する学生たちが、大阪信愛学院短期大学の設立母体であるショファイユの幼きイエズス修道会の仁川本部修道院を訪問し、研修に参加して建学の精神への理解を深め、学生会の活動について考える。

### 学園祭[注 9]
- 大阪信愛学院短期大学の学園祭は「楓祭」と呼ばれ、毎年概ね11月上旬に行なわれている。学科の特徴を反映した模擬店・出し物、例えば幼児向けの遊戯・健康相談会などの企画がある。チャリティー販売や募金が行われ、チャドやカンボジアなどでの福祉事業に寄付を行う。
- 学院講堂ではトークショーやライブコンサートが開催される。出演者：トミーズ、笑福亭鶴瓶、Dual Dream、さくらしめじ、奥華子、寿君、ONE☆DRAFT、しおり、片平里菜、chay

### 演奏会・表現フェスタ[注 9]
- 音楽や表現活動を通して、芸術性と創造性を養いながら、調和のとれた人を育むことを目的として行われる。

### 戴帽式[注 9]
- 看護学科の3回生が本格的な臨地実習に臨む時に、戴帽式を挙行する。式では看護の精神の象徴であるナースキャップを戴き、看護師への決意を新たにする。

### スポーツ[注 9]
- バドミントン部が強く、過去には「全日本総合バドミントン選手権大会」でベスト8、「関西学生バドミントン選手権大会」で優勝している。ほか、「国民体育大会」に出場した実績もある。

### 信愛グローバルコモンズ
- 学院の信愛グローバルコモンズが様々な自主活動・ プログラムを実施している。

### 長期履修学生制度[注 9]
- 長期履修学生制度により、仕事や家事に従事しながら正規の学生として、計画的に通常の教育課程を履修することがでる。

### 奨学金[注 9]
- 日本学生支援機構の奨学金以外に、学院または短期大学独自の奨学金制度を設けている。

#### レーヌ・アンティエ奨学金[注 9]
- 入学後の学業成績および生活態度を総合的に評価して奨学金を給付する

#### 大阪信愛125周年記念奨学金
- 経済的事由により修学が困難が認められる人に授業料半期相当額を給付する

#### 大阪信愛女学院育英奨学金[注 9]
- 生活条件が急変し学費の支弁が困難になった人に学費を貸与する

#### 安悦子・安在祐奨学金[注 9]
- 経済的事由により修学が困難が認められる人に授業料半期相当額を給付する

看護学科では、病院奨学金を受けて、その病院に就職する学生も少なくない。

## 大学関係者と組織

### 大学関係者一覧

#### 教員・関係者
- 小林カツ代 - 料理研究家・エッセイスト・本学院出身者で元人間環境学科客員教授

#### 卒業生
- 安住洋子 - 時代小説作家　日本文藝家協会会員　時代小説「しずり雪」で「長塚節文学賞短編小説部門大賞」を受賞
- 辻裕子 - 声優・ナレーター　ラジオ・テレビ番組、CM、ゲーム、「あべのハルカス近鉄本店」店内ナレーション等で活躍
- 川畑杏奈 - 刺繍作家・刺繍イラストレーター　刺繍に関する著作多数　2001年初等教育学科卒業
- 平野由実 - ファッションモデル　『with』専属モデルなど多数の雑誌・広告に出演　2006年初等教育学科卒業
- 新井寿枝 - 画家　2011年ミス日本ミス着物　スリーハーツ財団発起人・代表　2007年人間環境学科卒業

### 組織

#### 教育会
- 教育のバックアップをする「教育会」という保護者の会が組織されている。

#### 同窓会
- 卒業生は「大阪信愛学院短期大学同窓会めぐみ会」の会員となる。「めぐみ会」は、大阪信愛女学院幼稚園教員養成所および大阪信愛学院短期大学（大阪信愛女学院短期大学）の卒業生をもって構成される同窓会で、1962年（昭和37年）7月の総会にて結成された。会報の発行や総会・懇親会等の開催を中心に活動している。

## 施設

### キャンパス

#### 城東キャンパス[注 9]
- 使用学科：子ども教育学科
- 使用附属施設：児童教育研究所

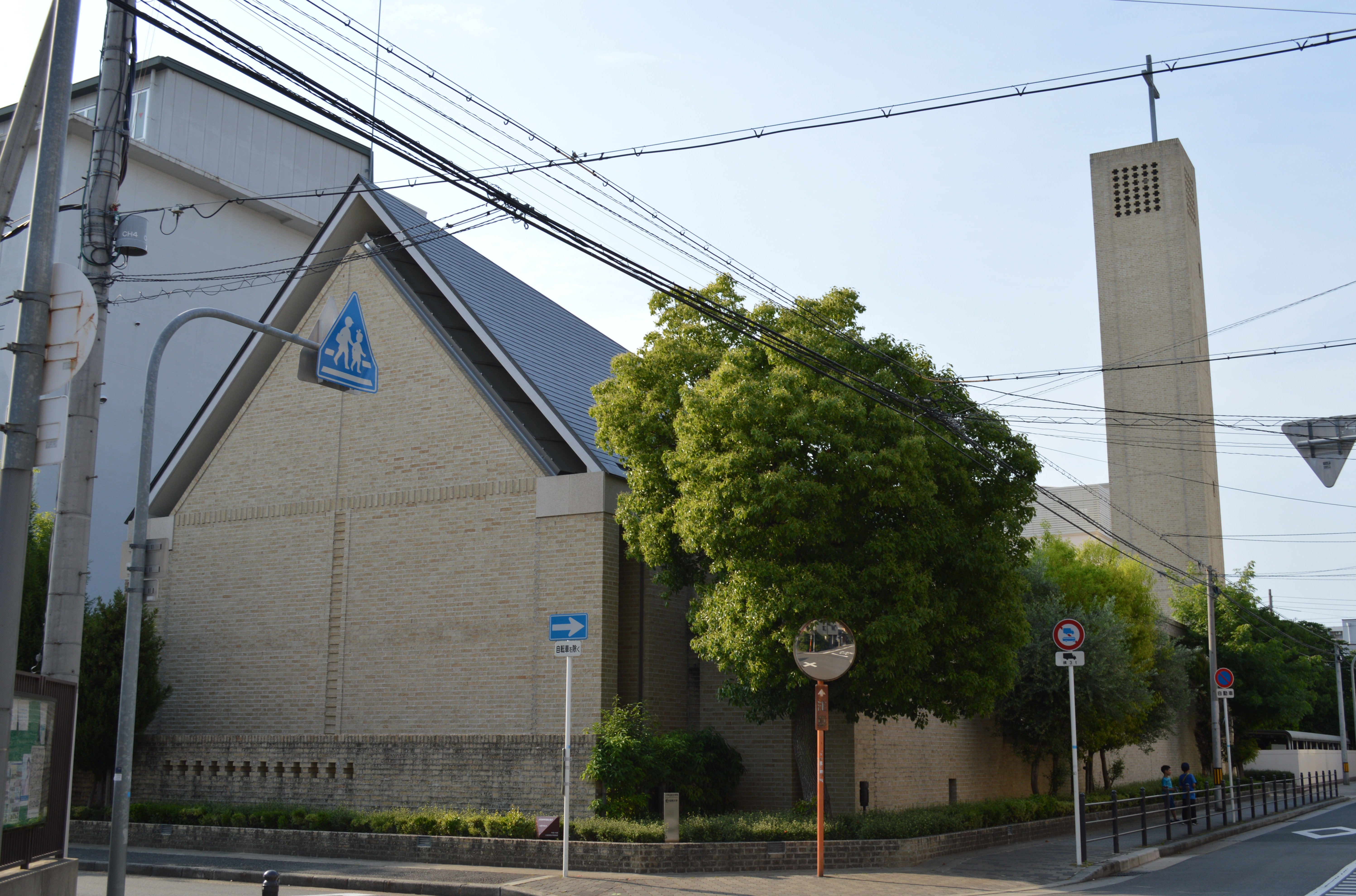
大阪信愛学院・城東キャンパスのチャペル

- チャペル：信愛女学院創立120周年を迎えた2004年に設置された。チャペル（聖堂）は2005年に第25回「大阪都市景観建築賞（まちなみ賞）」の大阪市長賞、第29回「HIROBA 作品賞」の近畿建築士協議会賞を受賞。聖堂では、学院生や国内外の演奏家を迎えて、チャペルコンサートを開催している。また、誰でも自由に参加できる学院ミサも行われる。
- 交通アクセス（鉄道・地下鉄）：Osaka Metro 今里筋線新森古市駅（最寄り駅・徒歩約5分）・京阪本線 関目駅（徒歩約15分）・Osaka Metro 長堀鶴見緑地線今福鶴見駅（徒歩約15分）・JR おおさか東線 JR野江駅
- 交通アクセス（バス）：近鉄「布施」駅より86系統に乗車し「緑1丁目中」停留所下車すぐ・阪急京都線「上新庄」駅より86系統に乗車し「緑1丁目中」停留所下車すぐ

#### 鶴見キャンパス[注 9]
- 使用学科：看護学科・人間環境学科[注 1]
- 交通アクセス（鉄道・地下鉄）：Osaka Metro 長堀鶴見緑地線今福鶴見駅（最寄り駅・徒歩約10分）・Osaka Metro 今里筋線新森古市駅（最寄り駅・徒歩約10分）・京阪本線 関目駅（徒歩約20分）・JR おおさか東線 JR野江駅
- 交通アクセス（バス）：近鉄「布施」駅より86系統に乗車し「鶴見6丁目」停留所下車すぐ・阪急京都線「上新庄」駅より86系統に乗車し「鶴見6丁目」停留所下車すぐ

### 学生食堂（カフェテリア）[注 9]
- 学内の講堂1階にあり、その壁面には「聖母マリア」が描かれている。テレビ朝日系列のドキュメンタリー番組「大改造!!劇的ビフォーアフター」で、カフェテリアのリフォームの様子が放送された。

### 講堂[注 9]
- 入学式や看護学科の戴帽式などの行事にて使用される。

### 寄宿舎[注 9]
- かつて城東キャンパス内に通学が困難な学生のために寄宿舎が設けられていたが現在は廃止されている。

## 対外関係

### 他大学との協定
- 海外の大学ではバンクーバーアイランド大学（カナダ）と姉妹校提携を結んでいる。夏季にはバンクーバーアイランド大学のナナイモキャンパスでの英語講習を含む海外語学研修を実施している。

### 関係校
- 大阪信愛学院短期大学と同じ日本のカトリック系短大として以下のものがある（系列校にある信愛2短大を除く）
- 青森明の星短期大学
- 鹿児島純心女子短期大学
- カリタス女子短期大学
- 桜の聖母短期大学
- 上智大学短期大学部
- 聖カタリナ大学短期大学部
- 聖心ウルスラ学園短期大学
- 聖セシリア女子短期大学
- 清泉女学院短期大学
- 星美学園短期大学
- 聖母女学院短期大学
- 聖霊女子短期大学
- 南山大学短期大学部
- 八戸学院大学短期大学部
- 聖園学園短期大学

### 系列校
- 大阪信愛学院中等部・高等部
- 大阪信愛学院小学校
- 大阪信愛学院幼稚園
- 大阪信愛学院保育園
- 和歌山信愛短期大学
- 和歌山信愛大学
- 久留米信愛女学院短期大学
- 熊本信愛女学院中学校・高等学校

## 社会との関わり
- 生涯教育として様々な公開講座が行なわれている。
- 定期的にチャペルコンサートを開催している。
- 科目等履修制度を学外の女性を対象に開放している。
- 文部科学大臣の認定を受けて教員免許更新講習を実施している。
- 子ども教育学科では幼稚園教諭免許状を有する者における保育士資格取得特例による特例講座を開講していた。
- 大阪マラソン“クリーンＵＰ”作戦に参加して地域の清掃活動を行っている。
- 城北川遊歩道（中菫橋～北菫橋）にて行われる「城東区キャンドルナイトin 城北川」に学生会役員の有志がボランティアとして参加している。
- 2008年（平成20年）に「守口市教育委員会と大阪信愛女学院短期大学との連携協力に関する協定書」が締結され、大学教員による幼稚園・小学校教員対象の研修支援や、教員志望の学生による幼稚園・小学校での授業支援、放課後学習支援等の学生ボランティア活動が進められている。
- 2012年（平成24年）に「大阪市城東区役所と学校法人大阪信愛女学院との連携協力に関する協定書」の調印が行われ、短期大学は健康で安心して心豊かに暮らせるまちづくりに取り組んでいる。
- 警察署から「子どもの防犯意識を高める手遊び歌の制作を」という旨の依頼を受け、短期大学の「合唱部」と「幼児歌遊び研究会」の学生が作詞・作曲および振付を考案し、防犯体操「おやくそくのうた」を作成した。2018年には城東警察署長より感謝状が贈呈された。
- 2018年（平成30年）に短期大学の学生が女性の被害を減らそうと、自転車用のひったくり防止カバーをデザインし、大阪府警が計1万7000枚を無料配布した。

## 卒業後の進路について

### 就職について
- 子ども教育学科：教職就職希望者13年連続就職率100％（2019年）。2017年〜2019年の教職就職者：幼稚園（30.8%）、保育所（26.9%）、認定こども園（28.8%）、小学校正教員（1.5%）、小学校等講師（7.5%）、福祉施設（4.5%）。一般企業等では、建設、小・卸売、製造、飲食、印刷、サービス、医療、金融、教育の分野で就職をしている。なお、前身の初等教育学科においては幼稚園教諭に就く人が最も多い傾向にあった。保育士資格取得が卒業時にできるようになってからは、保育士として保育園に勤務する人も増加傾向にあった。小学校教諭として小学校に勤務する人は少ないが、大阪信愛学院小学校や熊取町立東小学校などに教職として勤務している人もいた。
- 看護学科：卒業生のほとんどが、大学病院、公的病院、地域の中核病院に就職している。病院奨学金を受けて、その病院に就職する学生も少なくない。
- 人間環境学科：一般企業が大半教職に就く人はごく僅かであった[42]。

### 編入学・進学実績
- 子ども教育学科：指定校推薦枠のある大学（2019年）龍谷大学・京都ノートルダム女子大学・大阪大谷大学・大阪産業大学・帝塚山学院大学・大手前大学・神戸学院大学・桃山学院大学・大阪国際大学・追手門学院大学・平安女学院大学・四天王寺大学
- 看護学科：進学実績 ベルランド看護助産大学校・京都府医師会看護専門学校
- 初等教育学科：大阪教育大学・同志社女子大学・京都ノートルダム女子大学・大阪大谷大学・大阪国際女子大学・聖トマス大学・聖和大学ほか[6]
- 人間環境学科（生活文化学科含む）：京都産業大学・佛教大学・立命館大学・龍谷大学・大阪産業大学・大阪人間科学大学・桃山学院大学・近畿大学通信教育部ほか[6]

## 逸話
- 大阪信愛女子短期大学（現在の大阪信愛学院短期大学）が開学した1959年は学校法人大阪信愛女学院の母体となるショファイユの幼きイエズス修道会の創立100周年にあたる。